# Biebertalbahn 1–3 (Zweitbesetzung)
Die dreiachsigen schmalspurige Nassdampf-Lokomotiven Biebertalbahn 1II–3II der Schmalspurbahn Gießen–Bieber wurden von Henschel von 1920 bis 1927 hergestellt.
Sie versahen den Gesamtverkehr auf der Strecke bis zu deren Einstellung. Eine Lokomotive wurde aus organisatorischen Gründen als Nummer 60 umgezeichnet. Diese Lok ist erhalten geblieben und heute (2020) bei der Märkischen Museums-Eisenbahn fahrfähig vorhanden.

## Geschichte
Bei der Betriebsaufnahme der Biebertalbahn waren drei kleine zweiachsige Dampflokomotiven vorhanden, die für den Gesamtbetrieb bald nicht mehr ausreichten. Deshalb wurden bei Henschel drei größere dreiachsige Maschinen aus dem Katalogprogramm bestellt. Diese wurden 1920, 1923 und 1927 geliefert und übernahmen den Gesamtverkehr. Für Spitzenleistungen im Erzverkehr wurde eine fünfachsige Lokomotive von Jung beschafft.
Später wurde die Nummer 2II aus organisatorischen Gründen in Nummer 60 geändert, die Nummer 3II wurde die 2III.

### DEG 60
Mit der Übernahme der Strecke durch die Deutsche Eisenbahn-Gesellschaft behielten die Lokomotiven ihre Nummern. Als einzige blieb die Nummer 60 erhalten. Sie wurde mit Spendenmitteln von der DEG gekauft und zuerst vor einem Hotel am ehemaligen Bahnhof Krofdorf-Gleiberg aufgestellt. 1985 kam sie zur Sauerländer Kleinbahn und konnte 1992 wieder in Betrieb genommen werden.

## Konstruktion
Die Steuerung der Dampfmaschine wurde mit einer Heusinger-Steuerung praktiziert, es wird die dritte Achse angetrieben. Sämtliche Räder sind mit Blattfedern abgefedert, die Federn liegen oberhalb des Umlaufes und sind mittels Ausgleichhebel miteinander verbunden. Die Lok ist mit einem handbetätigten Sandkasten versehen, pro Triebwerksseite sind zwei Sandfallrohre vorhanden, die die zweite Achse von vorn und hinten besanden.
Sie haben eine indirekte Bremse Bauart Knorr sowie eine Handbremse. Nach 1960 wurden die Lokomotiven mit einer elektrischen Beleuchtung mit Turbogenerator ausgerüstet.